# 凤县各级文物保护单位列表
以下为陕西省宝鸡市凤县各级文物保护单位列表。

## 陕西省文物保护单位
- 梁鹿坪遗址
- 褒斜道陈仓古道栈道遗址
- 天台寺关帝殿
- 心红铺摩崖石刻